# Botohui-Tarhun
Botohui-Tarhun (século XIII EC), também conhecida como Botoqui Tarqun (em chinês: 孛脫灰·塔兒渾), foi rainha de uma tribo siberiana no século XIII. Seu nome pode ser traduzido como "Grande e Feroz". Pouco se sabe sobre sua vida, além do que é mencionado em A História Secreta dos Mongóis, a mais antiga obra literária sobrevivente na língua mongol.

## Encontro com Genghis Khan
Botoqui Tarqun, rainha e governante dos Tumed, um subgrupo de etnia mongol, era a esposa do falecido rei Darduqul-Soqor. Durante as campanhas de conquista mongóis ao Império Tangute e à Dinastia Jin, enquanto o exército de Genghis Khan estava em campanha, muitas tribos siberianas conquistadas, então sob a liderança de Botohui-Tarhun, pararam de enviar aos mongóis tributos de peles e mulheres. Os mongóis enviaram um representante para descobrir por que os tributos haviam parado e para exigir 30 donzelas das tribos como esposas. Em vez de se submeter ao pedido, Botohui-Tarhun levou o representante como prisioneiro. Quando o enviado não retornou, Genghis Khan despachou um negociador. Botohui-Tarhun fez deste negociador prisioneiro também.
Em 1219 (Ano da Lebre), Genghis Khan enviou um general com um destacamento para investigar a região. Acostumados a fazer campanha nas estepes abertas e nas terras agrícolas, os mongóis tinham pouca experiência em lutar ou viajar pela floresta densa. Normalmente, os mongóis cruzavam a estepe se espalhando e avançando em uma frente ampla. Na floresta, no entanto, eles tinham que seguir uns aos outros ao longo de trilhas estreitas entre as árvores. As forças de Botohui-Tarhun emboscaram o destacamento na floresta e mataram o general.
Enfurecido, Genghis Khan então enviou um exército maior para subjugar as tribos. As forças mongóis colocaram uma isca em uma trilha na fronteira, enquanto cortavam uma nova trilha pela floresta para flanquear a tribo siberiana. Em um ataque surpresa, os mongóis atacaram diretamente o quartel-general de Botohui-Tarhun. De acordo com A História Secreta dos Mongóis, o ataque mongol foi tão rápido que parecia que eles tinham entrado "pelos buracos de fumaça das tendas siberianas".
Após a vitória, os mongóis aprisionaram os membros da tribo e Botohui-Tarhun foi casada à força com o segundo dos enviados.